# Dループ
分子生物学においてDループ（英: D-loop, displacement loop）は、二本鎖DNAの2つの鎖が一部引き離され、他のDNA鎖と対合している領域に形成されるDNA構造である。すなわち、Dループは三本鎖DNAの一形態である。RループはDループと類似しているが、Rループの場合は二本鎖DNA以外の3つ目の鎖はDNAではなくRNAである点が異なる。こうした3つ目の鎖は二本鎖DNAのいずれか一方と対合する相補的な塩基配列を有しており、そのため相補鎖と置き換わることができる。Dループという語を初めて用いた論文の図では、Dループは大文字の「D」の字に似た形で模式的に示されており、3番目の鎖によって置き換えられた鎖が「D」の字のループ部分に相当する。
DNA修復、テロメアなどいくつかの状況でDループは形成され、またミトコンドリアの環状DNA分子の準安定構造としても生じる。

## ミトコンドリア
成長中の細胞の環状ミトコンドリアDNAに短い断片からなる3つ目の鎖が含まれていることは1971年にカリフォルニア工科大学の研究者らによって発見され、こうした領域に形成される構造はdisplacement loopと命名された。この3つ目の鎖はミトコンドリアDNA分子のH鎖（heavy strand、重鎖）の複製断片であり、H鎖に置き換わってL鎖（light strand、軽鎖）と水素結合していることが明らかにされた。その後、この3つ目の鎖はH鎖の複製によって生成される最初の断片であり、複製の開始直後に停止したこの状態でしばらく維持されることが多いことが示された。DループはミトコンドリアDNA分子の大きなノンコーディング領域に形成され、この領域は制御領域（コントロール領域）もしくはDループ領域と呼ばれる。
ミトコンドリアDNAの複製は2通りの方法で行われるが、どちらもDループ領域から開始される。1つの方法では、複製はH鎖の大部分（約2/3）を進行し、その後でL鎖の複製が開始される。より新しく報告された様式では、複製はDループ領域内の異なる起点から開始され、双方の鎖が同時に共役した形で合成される。
Dループ領域内では特定の塩基は保存されているものの、大部分は多様性が非常に高く、そのため脊椎動物の進化的歴史の研究に有用であることが示されている。この領域には、DNA複製の開始と関連したDループ構造に隣接して、ミトコンドリアDNA二本鎖からRNAを転写するためのプロモーターが含まれている。Dループの配列はがんの研究においても関心が寄せられている。
Dループの機能はいまだ明確に示されているわけではないが、近年のの研究ではミトコンドリアのヌクレオイドの組織化に関与していることが示唆されている。

## テロメア
1999年に、染色体の末端でキャップ構造を形成しているテロメアの終末部はTループ（telomere-loop）と命名されたラリアット様構造となっていることが報告された。この構造は染色体の双方の鎖からなるループ構造であり、鎖の3'末端が中心部により近い二本鎖DNA領域へ侵入することでDループが形成されている。この連結部はシェルタリンタンパク質POT1によって安定化されている。Dループの形成によって完結するTループ構造は、染色体の末端を損傷から保護する役割を果たしている。

## DNA修復
二本鎖DNA分子の双方の鎖に切断が生じた場合に二倍体真核細胞がとることのできる修復機構の1つが、相同組換え修復である。この機構は、切断が生じた染色体と相同な無傷の染色体を鋳型として利用し、二本鎖切断部を正しく整列させて再結合する。この過程の序盤では、切断部の一方の鎖が無傷な染色体内の相同領域へ侵入し、その領域の一方の鎖と置き換わることでDループが形成される。そしてその後、再結合を行うためのさまざまなライゲーションや合成過程が行われる。
ヒトでは、RAD51タンパク質が相同領域の探索とDループの形成に中心的役割を果たしている。大腸菌Escherichia coliでは、RecAタンパク質が類似した役割を果たしている。

### 減数分裂時の組換え

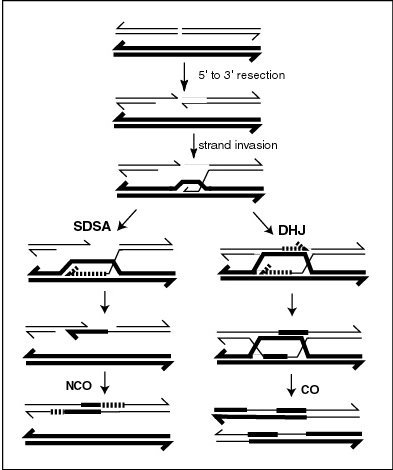
減数分裂時の組換えに関する現行のモデル。まず二本鎖切断（ギャップ）が形成され、続いて相同染色体との対合、鎖の侵入によって組換え修復過程が開始される。ギャップの修復によって、隣接領域には乗換え型（CO）または非乗換え型（NCO）の変化が生じる。乗換え型の組換えはダブルホリデイジャンクション（DHJ）モデルによって行われると考えられており、図の右側に示されている。非乗換え型の組換えは主にSDSA（synthesis dependent strand annealing）モデルによって行われると考えられており、図の左側に示されている。組換えの大部分はSDSA型であるようである。

減数分裂時には、二本鎖損傷、特に二本鎖切断が右の図で概略的に示されているような過程で生じる。Dループは減数分裂時のこうした損傷の組換え修復に中心的役割を果たしている。この過程では、RAD51やDMC1が3'末端の一本鎖DNAに結合してらせん状のヌクレオタンパク質フィラメントを形成し、無傷の二本鎖DNAを探索する。相同配列が見つかると、これらは一本鎖DNA末端の相同二本鎖DNAへの進入を促進し、Dループが形成される。鎖の交換の後、相同組換え中間体は2つの異なる経路のいずれかでプロセシングされ（図を参照）、最終的な組換え染色体が形成される。